# 許厝寮 (彰化縣)
許厝寮，原寫為許厝藔，是臺灣彰化縣社頭鄉的一個傳統地域名稱，位於該鄉東南部。相較於今日行政區，其範圍大致包括埤斗村、清水村、山湖村、朝興村東南部。

## 歷史
台灣清治末期至日治初期，許厝寮地區為一街庄，稱為「許厝藔庄」，隸屬於武東堡。該庄北與石頭公庄為鄰，東與施厝坪庄、廍下庄為鄰，南邊為大平庄，西邊南段為崙雅庄，西邊北段及西北邊為舊社庄。
1901年（日治明治三十四年）11月，全台廢縣廳改設二十廳，該庄隸屬於彰化廳。1903年（明治三十六年）6月，該庄編入「社頭區」，隸屬於彰化廳。1909年（明治四十二年）10月，合併二十廳為十二廳，社頭區改隸屬於臺中廳。1920年（大正九年），該庄改制並雅化為「許厝寮」大字，隸屬於臺中州員林郡社頭庄。
戰後社頭庄改制為社頭鄉，隸屬於臺中縣，大字亦改制為村。1950年10月，中、彰、投分治，社頭鄉改隸屬彰化縣。

## 聚落
本地區發展較早的聚落有許厝藔、埤斗、清水岩等，在日治期初期的官方地圖上已有記載。此外，本地區尚有山湖、南投坑、枕頭坪、芋仔坑等聚落。

## 交通
縣道137號（山腳路一段）是彰化至二水源泉的道路，主要沿八卦台地西側山麓地帶而行，大致以縱向轉北北東—南南西走向經過本地區中部偏西地帶。由該道路向北可前往員林、大村、花壇、彰化，向南南西可前往田中、二水等地。
縣道139號（八卦路、嶺興路）是伸港鄉新港至鹿谷鄉初鄉的道路，大致以縱向轉西北西—東南東向再轉西南西—東北東走向蜿蜒經過本地區東北部邊界外不遠處。由該道路向北可前往芬園鄰員林邊界地帶、芬園與大村交界地帶、芬園與花壇交界地帶、花壇與彰化交界地帶、彰化、和美、線西等地，向東南東轉東北東可前往南投、中寮、集集、鹿谷等地。
鄉道彰92線（復興路、清興路）是崙雅至埤斗的道路，其東側端點位於本地區南部縣道137號路口。由此向西微北轉西至太平坑排水北岸後沿本地區南部邊界蜿蜒而行，於本地區西南角出境後可前往大平與崙雅交界地帶、崙雅中部偏南並止於縣道141號路口。
鄉道彰93線（忠義路、清水岩路）是社頭至清水岩的道路，其東側端點位於本地區中部偏南的清水岩坑溪清水橋。由此向北北東轉北北西再轉西北再轉西北西，經縣道137號路口後沿清水岩排水（清水岩坑溪）北岸蜿蜒而行，出境後可前往舊社並止於鄉道彰154線路口。

## 學校
- 清水國小